# حسين الإدريسي
حسين سلطان مسعود الادريسي (مواليد 23 سبتمبر 1985)، هو لاعب كرة قدم ليبي محترف سابق، لعب مع فرق مثل النادي الأهلي بنغازي، والترجي الرياضي الجرجيسي في الرابطة التونسية المحترفة الاولي.

## وصلات خارجية
- حسين الإدريسي- قاعدة بيانات كرة القدم